# ForeFront Records
ForeFront Records é uma gravadora de música cristã fundada em 1987 por Eddie DeGarmo e os parceiros Dan Brock, Dana Key, e Ron Griffin.  Foi comprada em 1996 pela EMI e atualmente faz parte da EMI Christian Music Group. 
Em 1998, a ForeFront lançou um álbum compilação de dois discos para celebrar os seus 10 anos de existência. O álbum foi intitulado de Forefront Records: Ten, The Birthday Album e incluía canções dos seus diversos artistas da altura. Algumas das músicas eram remakes de canções antigas tocadas por novas bandas, por exemplo a banda Seven Day Jesus toca a música "Big House" que é uma cover da banda Audio Adrenaline.

## Artistas

### Actuais
- Abandon
- dC Talk
- tobyMac (dos dC Talk)
- Rebecca St. James
- This Beautiful Republic

### Antigos
- Audio Adrenaline
- Michael Anderson
- The Benjamin Gate
- Big Tent Revival (Ardent/ForeFront)
- Bleach
- Clear (Ardent/ForeFront)
- Code of Ethics
- DeGarmo and Key
- Eddie DeGarmo
- Eli
- ETW (conhecido também por End Time Warriors)
- Mark Farner
- Grammatrain
- Holy Soldier
- Larry Howard
- Iona
- Karthi
- Kevin Max
- Dana Key (Ardent/ForeFront)
- Geoff Moore, Geoff Moore & the Distance
- The Normals
- Pax217
- Raze
- Satellite Soul (Ardent/ForeFront)
- Serene and Pearl
- Seven Day Jesus
- Peter Shambrook
- Skillet (Ardent/ForeFront)
- Smalltown Poets (Ardent/ForeFront)
- Pete Stewart
- Tait
- Steve Wiggins (Ardent/ForeFront)
- Stacie Orrico